# Moi, assassin
Moi, assassin (publicada posteriorment en castellà com Yo, asesino) és una novel·la gràfica amb guió d'Antonio Altarriba i dibuix de Keko publicada inicialment el 2013 a França per l'editorial Denoël Graphic. L'obra, amb caràcter de thriller, tracta sobre la naturalesa del mal i pretén ser una reflexió sobre l'art de la mort.

## Argument
El protagonista, Enrique Rodríguez, és un professor d'art a la Universitat del País Basc que compagina la seva feina acadèmica amb la seva passió per l'assassinat, vist per ell com una expressió artística. Cada crim que comet gratuïtament el delirant professor, que amb 53 anys compta amb 34 assassinats al seu haver, és considerat per ell com una nova obra d'art, realitzada amb una tècnica diferent que confirma la progressió de la seva trajectòria artística.
Els continuats desplaçaments del professor per tal d'assistir a congressos universitaris li faciliten portar a terme la seva activitat criminal i les autoritats no progressen en les seves pistes perquè establir un perfil de l'assassí té la complicació addicional que l'assassí en sèrie canvia permanent d'estil en els seus crims.

## Entorn de l'obra
Moi, assassin conté diversos elements autobiogràfics. Per exemple, hi ha un paral·lelisme entre el guionista Antonio Altarriba, catedràtic de literatura al País Basc, i el protagonista de l'obra, que és professor d'història de l'art també a la universitat basca. Un altre element autobiogràfic que comparteixen protagonista i autor és que ambdós han vist explotar el cotxe bomba que l'any 2000 va matar el polític Fernando Buesa al campus de Vitoria. És degut a aquests elements autobiogràfics, que el dibuixant Keko va decidir proveir al protagonista amb els trets físics d'Antonio Altarriba.
L'àlbum està carregat de la presència d'art perquè és l'objecte d'estudi del professor Enrique Rodriguez Ramírez. A les vinyetes s'hi reconeix la influència i les pintures de grans especialistes del sofriment i de la violència en l'art com Félicien Rops, Otto Dix, James Ensor, Georg Grosz, Paul Delvaux, Munch, Balthus, Lucian Freud, Francis Bacon, Brueghel, Rubens, Emil Nolde o Hugo. També els Els desastres de la guerra de Francisco de Goya, les vanitas de Juan de Valdés Leal, els gravats de Daniel Vierge i les mans tortes de Grünewald.

## Tècnica
El guionista Altarriba va escollir a Keko com a dibuixant, per ser considerat un mestre del tenebrisme i del blanc i negre. Altarriba pretenia crear així una «atmosfera dura, de terror», en la qual el vermell només aparegués simbòlicament.
El dibuix de Keko va proveir la delirant història amb una atmosfera inquietant en la qual la sang, vermella, és l'únic element en color. La resta dels dibuixos de les vinyetes és en blanc i negre.
El diari francès Le Monde va lloar la tècnica de Keko, que «ha optat per un blanc i negre d'una profunditat absoluta […] procedent d'una eficàcia diabòlica utilitzada per Frank Miller a la sèrie Sin City els anys 1990. El grafisme tenebrós i impecable de Keko fa d'aquest còmic un dels grans àlbums de l'any».

## Palmarès

### Premis
- Gran Premi ACBD de la Crítica de França, 2015.[n. 1][2]
- Premi al Millor Còmic Nacional de 2014, atorgat per l'associació de llibreries especialitzades Zona Cómic.[7]

### Nominacions
- Premi a la millor obra de la 33a edició del Saló del Còmic de Barcelona, 2015.

## Crítica
El diari francès Libération va publicar sobre Moi, assassin: «Il·lustració poderosa i sòbria, d'una majestuositat feroç i delicada com en una frase de Sade, dominada pel negre del cap a la fi de la novel·la, el negre on només apareixen algunes taques de vermell il·lustrant les flames, la sang, la poma de la malvada reina enverinant a Blanca Neus, tots els signes del mal que són presents en nosaltres i que propaguem al nostre entorn».
El diari francès L'express va publicar sobre l'obra: «Terrible i fascinant, el guió d'Altarriba oscil·la entre novel·la negra majúscula i curs magistral sobre l'art, la bellesa, el crim, la vida, la mort. Keko hi està completament compenetrat amb el seu grafisme dur i negre, on el vermell de la sang és l'únic color. Diabòlic, aquest àlbum».